# Cabyll-ushtey
Cabyll-ushtey bezeichnet das Wasserpferd in der keltischen Mythologie der Isle of Man. Der Legende nach ist es gefährlich und lockt Menschen in ihr Verderben.

## Etymologie
Cabyll-ushtey bedeutet auf Manx „Wasserpferd“ (cabyll = „Pferd“ und ushtey = „Wasser“). Es ist mit dem walisischen Ceffyl dŵr und dem schottisch-gälischen Each Uisge sowie dem irisch-gälischen each uisce (oder in anglisierter Form aughisky) aus Irland verwandt.

## Verhalten und Aussehen
Wie andere Wasserpferde lebt das Cabyll-ushtey in einem See oder tiefen Fluss und lockt Menschen an, die ihm ins Wasser folgen sollen. Wenn dies gelingt, zieht das Untier sein Opfer unter die Oberfläche und reißt es in Stücke. Das Cabyll-ushtey lockt sowohl Menschen als auch Tiere an. Des Weiteren bringt das Wasserpferd Unruhe in Menschengruppen und Tierherden und bewirkt, dass die potentiellen Opfer davonlaufen und sich weitläufig verteilen. Das Cabell-ushtey fängt dann die langsamste Person oder das langsamste Tier und tötet es.

## Volkssagen
In einer Geschichte sah ein Bauer ein Cabyll-ushtey in Kerro Clough, das aus dem Wasser stieg, um eine grasende Kuh zu zerreißen. Diese Beobachtung gab dem Bauern die Erklärung dafür, warum seine Viehherde immer kleiner wurde. Unglücklicherweise fraß das Cabyll-ushtey seine Tochter, nachdem er die Herde vom Wasser geführt hatte. Das Cabyll-ushtey erscheint nur in wenigen Legenden von der Isle of Man.